# Black Snake Moan (film)
Pour les articles homonymes, voir Black Snake Moan.
Pour plus de détails, voir Fiche technique et Distribution.
Black Snake Moan est un film américain réalisé par Craig Brewer, sorti en 2006.

## Synopsis
Lazarus ne vit que pour une chose : le blues. Quelques années plus tôt, il en jouait toutes les nuits dans un bar du Tennessee. Mais le temps a passé, Lazarus s'est marié, a divorcé, et vit maintenant avec pour seule compagne une colère aussi désespérée qu'auto-destructrice.
Mais un matin, il découvre sur le bord d'une route une jeune fille à moitié nue et couverte d'ecchymoses. C'est Rae, une nymphomane dont la plupart des hommes du coin ont profité. Lazarus va alors tenter de ramener Rae dans le droit chemin.

## Fiche technique
- Titre : Black Snake Moan
- Réalisation : Craig Brewer
- Scénario : Craig Brewer
- Production : John Singleton et Stephanie Allain
- Producteur exécutif : Ron Schmidt
- Sociétés de production : Paramount Pictures, New Deal Productions et Southern Cross the Dog Productions
- Budget : 15 millions de dollars
- Musique : Trevor Rabin
- Photographie : Amy Vincent
- Montage : Billy Fox
- Décors : Keith Brian Burns
- Pays d'origine :  États-Unis
- Genre : Comédie noire[1] et film musical
- Durée : 116 minutes
- Dates de sortie : 
  -  États-Unis : 9 décembre 2006 (Austin Butt-Numb-A-Thon)
  -  France : 30 mai 2007

## Distribution
- Samuel L. Jackson (VF : Thierry Desroses) : Lazarus
- Christina Ricci (VF : Marie-Eugénie Maréchal) : Rae
- Justin Timberlake (VF : Donald Reignoux) : Ronnie
- S. Epatha Merkerson (VF : Anne Jolivet) : Angela
- John Cothran Jr. (VF : Saïd Amadis) : le révérend R. L.
- David Banner (VF : Julien Kramer) : Tehronne
- Michael Raymond-James (VF : Mark Lesser) : Gill
- Adriane Lenox (en) : Rose Woods
- Neimus K. Williams (VF : Hervé Grull) : Lincoln
- Leonard L. Thomas (en) (VF : Jean-Paul Pitolin) : Deke Woods
- Ruby Wilson : Mayella
- Kim Richards : Sandy

## Autour du film
- Le tournage de Black Snake Moan a débuté le 16 septembre 2005. Il s'est intégralement déroulé près de Memphis, Tennessee.
- C'est le célèbre bluesman Son House que l'on aperçoit plusieurs fois dans les images d'archives qui ponctuent le film.
- Le titre, Black Snake Moan (en français : « Le gémissement du serpent noir »), fait référence à une chanson du bluesman Blind Lemon Jefferson qui l'a enregistrée en 1927. Elle est reprise par Samuel L. Jackson dans le film et est une personnification de Lazarus pour définir : « Cette voix dans ma tête (…), elle m'appelle quand j'ai la fièvre, que j'retrouve plus le chemin de ma maison, errant dans les pins, désorienté… »